# Апата
Апата (др.-греч. Ἀπάτη) — в древнегреческой мифологии богиня лжи и обмана, дочь Нюкты, рождена без отца. Перед её кознями были беззащитны как люди, так и божества. Овладела разумом Зевса, за что впоследствии была сброшена им с Олимпа на землю. В теогонии орфиков Апата рождает от Зелоса Афродиту. В мифе о ящике Пандоры Апата выступает одним из злых духов, выпущенных на свободу. По Гесиоду дочь Эриды и сестра Аты.